# Peter Kastenmüller
Peter Kastenmüller (* 1970 in München) ist ein deutscher Theaterregisseur und -intendant. Seit der Spielzeit 2013/14 ist er Direktor am Theater am Neumarkt Zürich.

## Arbeit
Nach einigen Semestern Philosophiestudium gründete Kastenmüller die freie Theatergruppe «Particular Order» und arbeitete unter Wolfgang Engel als Assistent am Schauspiel Leipzig, danach als Hausregisseur am Staatstheater Kassel. 
Es folgten Inszenierungen am Staatstheater Hannover, den Münchner Kammerspielen, am Maxim Gorki Theater, am Schauspiel Frankfurt und am Theater Basel. 2004 und 2006 leitete er gemeinsam mit Björn Bicker und Michael Graessner das Stadtprojekt «Bunnyhill» an den Münchner Kammerspielen und führte dort Regie bei den Projekten «Illegal» (2008) und «Hauptschule der Freiheit» (2009). Im Sommer 2010 kuratierte Kastenmüller «X Schulen» am Theater Hebbel am Ufer in Berlin. In der Spielzeit 2010/11 richtete er John Steinbecks Roman «Jenseits von Eden» am Theater Basel ein; am Theater Freiburg arbeitete er erneut mit Bicker und Graessner für die Uraufführung des deutschtürkischen Theaterprojekts «Cabinet. Ein deutschtürkischer Bazar» zusammen (Theater Freiburg / garajstanbul, Istanbul). 
Mit «Die Hofmeister», einem Educational-Projekt in Zusammenarbeit mit dem Campus Rütli und dem Maxim-Gorki-Theater folgte eine weitere Arbeit im Stadtraum. 2011/12 inszenierte Kastenmüller u. a. am Staatstheater Hannover («Deportation Cast» von Björn Bicker), am Theater Basel («Das siebente Siegel» nach Ingmar Bergman) und einen Teilort der 24-Stunden-Marathon-Performance Unendlicher Spaß nach David Foster Wallace am Hebbel am Ufer Berlin. 2012/13 folgten Regiearbeiten für das Düsseldorfer Schauspielhaus («Wunder des Alltags» von PeterLicht, eingeladen zu den Mülheimer Theatertagen 2013) und das Staatstheater Stuttgart.
Seit der Spielzeit 2013/14 leitet Kastenmüller das Theater Neumarkt Zürich. Er inszenierte hier u. a. «Rocco und seine Brüder», «Jakobs Ross», «Herr Puntila und sein Knecht Matti», das Schulprojekt «Schools of Normal», «Zeit der Kannibalen/Philoktet» und «Good People». Zu Beginn der Spielzeit 2017/18 inszenierte er «Meister und Margarita» nach dem Roman von Michail Bulgakow.